# ブドーニ
ブドーニ（イタリア語: Budoni）は、イタリア共和国サルデーニャ自治州サッサリ県にある、人口約5,200人の基礎自治体（コムーネ）。

## 地理

### 位置・広がり

#### 隣接コムーネ
隣接するコムーネは以下の通り。括弧内のNUはヌーオロ県所属を示す。
- ポザーダ (NU)
- サン・テオドーロ
- トルペ (NU)

## 行政

### 分離集落
ブドーニには、以下の分離集落（フラツィオーネ）がある。
- grustos, Berruiles, Birgalavò, Limpiddu, Li Troni, Ludduì, Lu Linnalvu, Luttuni, Lutturai, Maiorca, Malamurì, Matta e Peru, Muriscuvò, Nuditta, Ottiolu, Ponte, San Gavino, San Lorenzo, San Pietro, San Silvestro, S'Iscala, Solità, Strugas, Tanaunella, Tamarispa